# 오만석 (1974년)
오만석(1975년 1월 30일 ~ )은 대한민국의 배우이다.

## 연기 활동

### 드라마
- 1999년 MBC 저녁 일일시트콤 《남자 셋 여자 셋》 ... 문화대학교 중국어학과 3학년 학생 채경 역  카메오 출연
- 2003년 KBS1 특별기획 대하드라마 《무인시대》 ... 양표 역
- 2005년 MBC 특별기획 대하드라마 《신돈》 ... 원현 역
- 2006년 MBC 단막드라마 《MBC 베스트극장 - 그 남자의 질투》 ... 국어 선생님 역
- 2006년 KBS2 월화 미니시리즈 《포도밭 그 사나이》 ... 장택기 역
- 2006년 tvN 목,금 미니시리즈 《하이에나》 ... 최진범 역
- 2007년 SBS 드라마스페셜 《외과의사 봉달희》 13회, 14회 ... 오정민 역 (특별출연)
- 2007년 KBS2 단막드라마 《드라마시티 - 변신》 ... 스님 역
- 2007년 SBS 특별기획 대하드라마 《왕과 나》 ... 김처선 역
- 2008년 KBS2 월화 미니시리즈 《최강칠우》 1회 ... 강산하 역 (특별출연)
- 2009년 KBS1 저녁 일일연속극 《다함께 차차차》 ... 한진우 역
- 2010년 MBC 수목 미니시리즈 《로드 넘버원》 16회, 17회 ... 인민군 조 상위 역 (특별출연)
- 2010년 KBS2 단막 드라마《드라마 스페셜 - 남파 트레이더 김철수씨의 근황》 ... 김철수 역
- 2011년 KBS2 4부작 단막 드라마 《드라마 스페셜 - 특별수사대 MSS》 ... 노철기 역
- 2011년 SBS 미니시리즈 《무사 백동수》 ... 사도장헌세자 이선 역
- 2011년 MBN 주말 미니시리즈 《왓츠업》 ... 선우 영 역
- 2012년 KBS2 수목 미니시리즈 《난폭한 로맨스》 ... 진동수 역
- 2012년 KBS2 4부작 단막 드라마 《KBS 드라마 스페셜 - 강철본색》 ... 노철기 역
- 2013년 KBS2 주말연속극 《왕가네 식구들》 ... 허세달 역
- 2013년 KBS2 월화 미니시리즈 《총리와 나》 ... 조직폭력배 두목 역 (특별출연)
- 2014년 EBS1 어린이드라마 《플루토 비밀결사대》 ... 최기찬의 동료 형사 역 (특별출연)
- 2016년 OCN 금토 미니시리즈 《38사기동대》 ... 박덕배 역
- 2016년 tvN 월화 미니시리즈 《또! 오해영》 ... 영화감독 역 (특별출연)
- 2018년 MBC 월화 미니시리즈 《검법남녀》 ... 도지한 역
- 2019년 JTBC 금토 미니시리즈 《아름다운 세상》 ... 오진표 역
- 2019년 MBC 월화 미니시리즈 《검법남녀 2》 ... 도지한 역
- 2019년 tvN 토일 미니시리즈 《사랑의 불시착》 ... 조철강 역
- 2020년 JTBC 월화 미니시리즈 《안녕 드라큘라》 ... 종수 역 (특별출연)
- 2021년 KBS2 월화 미니시리즈 《오월의 청춘》 ... 황기남 역
- 2023년 SBS 월화 미니시리즈 《꽃선비 열애사》 ... 장태화 역
- 2023년 JTBC 수목 미니시리즈 《기적의 형제》 … 카이 / 이하늘 역

### 영화
- 《내 사랑 십자 드라이버》 (To My Love, 2000)
- 《라이어》 (Liar, 2004) ... 알렉스 역
- 《잔혹한 출근》 (A Cruel Attendance, 2006) ... 스폰지 역 (우정출연)
- 《비상》 (飛上: Fly Up, 2006) ... 내레이션
- 《수》 (Soo, 2007) ... 점박이 역
- 《우리동네》 (Our Town, 2007) ... 경주 역
- 《김종욱 찾기》 (2010) ... 김종묵 역 (우정출연)
- 《카운트다운》 (2011) ... 스와이 역
- 《잡아야 산다》 (2016) ... 340 버스 기사 역 (우정출연)
- 《올레》 (2016) ... 은동 역
- 《부라더》 (2017) ... 오 대표 역 (우정출연)
- 《살인소설》 (2018) ... 이경석 역
- 《정직한 후보》 (2020) ... 장덕준 역 (우정출연)
- 《피는 물보다 진하다》 (2022) ... 검사 역 (특별출연)

## 뮤지컬
- 2003년 《그리스》 - 두디 역 (2003.6.7 ~ 2003.6.29 예술의전당 CJ토월극장)
- 2004년 《달고나》 (2004.7.11 ~ 2004.9.5 스타스테이지 (구 원패스아트홀))
- 2005년 《헤드윅》 - 헤드윅 역 (2005.4.12 ~ 2005.6.26 대학로라이브극장)
- 2005년 《Assassins - 암살자들》 - 비크 역 (2005.7.9 ~ 2005.7.30 예술의전당 CJ토월극장)
- 2005년 《겨울나그네》 - 한민우 역 (2005.12.1 ~ 2005.12.25 국립극장 해오름극장)
- 2006년 《김종욱 찾기》 - 남자 & 김종욱 역 (2006.6.2 ~ 2006.8.15 JTN아트홀 1관)
- 2006년 《패션 오브 더 레인》 (2006.12.29 ~ 2006.12.31 유니버설아트센터)
- 2007년 《하루》 - 강영원 역 (2007.1.6 ~ 2007.2.4 유니버설아트센터)
- 2008년 《내 마음의 풍금》 - 강동수 역 (2008.7.22 ~ 2008.9.12 호암아트홀)
- 2008년 《즐거운 인생》 (2008.11.21 ~ 2009.2.8 충무아트센터 중극장 블랙)
- 2009년 《드림걸즈》 - 커티스 테일러 주니어 역 (2009.2.20 ~ 2009.8.9 샤롯데씨어터)
- 2010년 《내 마음의 풍금 시즌3》 (2010.1.16 ~ 2010.2.21 예술의전당 CJ토월극장)
- 2010년 《톡식히어로》 - 멜빈/톡시 역 (2010.8.14 ~ 2010.10.10 KT&G 상상마당 대치아트홀)
- 2011년 《내 마음의 풍금 시즌4》 (2011.7.16 ~ 2011.8.28 호암아트홀)
- 2011년 《톡식히어로》 (2011.7.30 ~ 2011.10.16 아트원씨어터 1관)
- 2011년 《미녀는 괴로워》 - 한상준 역 (2011.12.6 ~ 2012년 2.5 충무아트센터 대극장)
- 2012년 《헤드윅》 - 헤드윅 역 (2012.8.11 ~ 2012.10.28 KT&G 상상마당 대치아트홀)
- 2013년 《레베카》 - 막심 드 윈터 역 (2013.1.12 ~ 2013.3.31 LG아트센터)
- 2013년 《그날들》 - 차정학 역 (2013.4.4 ~ 2013.6.30 대학로 뮤지컬 센터 대극장)
- 2013년 《그날들 - 수원》 - 차정학 역 (2013.8.2 ~ 2013.8.4 경기아트센터 대극장)
- 2014년 《레베카》 - 막심 드 윈터 역 (2014.9.6 ~ 2014.11.9 블루스퀘어 신한카드홀)
- 2014년 《킹키부츠》 - 롤라 역 (2014.12.2 ~ 2015.2.22 충무아트센터 대극장)
- 2015년 《오케피》 - 지휘자 (컨덕터) 역 (2015.12.18 ~ 2016.2.28 LG아트센터)
- 2016년 《그날들》 - 차정학 역 (2016.8.25 ~ 2016.11.3 충무아트센터 대극장)
- 2017년 《헤드윅》 - 헤드윅 역 (2017.8.18 ~ 2017.11.5 홍익대 대학로 아트센터 대극장)
- 2018년 《맨 오브 라만차》 - 세르반테스/돈키호테 역 (2018.4.12 ~ 2018.6.3 블루스퀘어 신한카드홀)
- 2018년 《2018 스타라이트 뮤지컬 페스티벌 - 인천》 (2018.10.20 ~ 2018.10.21 파라다이스 시티)
- 2018년 《젠틀맨스 가이드》 - 다이스퀴스 역 (2018.11.9 ~ 2019.1.27 홍익대 대학로 아트센터 대극장)
- 2019년 《헤드윅》 - 헤드윅 역 (2019.8.16 ~ 2019.11.3 홍익대 대학로 아트센터 대극장)
- 2020년 《젠틀맨스 가이드》 - 다이스퀴스 역 (2020.11.20 ~ 2021.3.1 홍익대 대학로 아트센터 대극장)
- 2021년 《헤드윅》 - 헤드윅 역 (2021.7.30 ~ 2021.10.31 충무아트센터 대극장)
- 2021년 《젠틀맨스 가이드》 (2021.11.13 ~ 2022.2.20 광림아트센터 BBCH홀)
- 2023년 《그날들》 - 차정학 역 (2023.7.12 ~ 2023.9.3 예술의전당 오페라극장)

## 연극
- 2004년 《갈매기》 - 뜨레쁠레프 역 (2004.4.14 ~ 2004.5.2 예술의전당 CJ토월극장)
- 2006년 《이(爾)》 - 공길 역 (2006.6.28 ~ 2006.7.14 LG아트센터)
- 2010년 《이(爾)》 - 공길 역 (2010.2.27 ~ 2010.3.21 예술의전당 CJ토월극장)
- 2010년 《트루웨스트》 - 리 역 (2010.11.26 ~ 2011.5.1 플러스씨어터 (구. 컬처스페이스 엔유)
- 2015년 《트루웨스트》 (2015.8.13 ~ 2015.11.1 신연아트홀 (A아트홀))
- 2016년 《트루웨스트 리턴즈》 - 리 역 (2016.6.24 ~ 2016.8.28 예그린씨어터)
- 2017년 《3일간의 비》 (2017.7.11 ~ 2017.9.10 아트원씨어터 2관)
- 2018년 《두산인문극장 2018 이타주의자 - 낫심》 (2018.4.10 ~ 2018.4.29 두산아트센터 Space111)
- 2020년 《더 드레서》 - 노먼 역 (2020.11.18 ~ 2020.12.5 국립정동극장(서울))
- 2021년 《더 드레서》 - 노먼 역 (2021.11.16 ~ 2022.1.1 국립정동극장(서울))
- 2022년 《트루웨스트》 (2022.9.6 ~ 2022.11.13 대학로 티오엠 2관)
- 2022년 《갈매기》 - 뜨리고린 역 (2022.12.21 ~ 2023.2.5 유니버설아트센터)

## 방송
- SBS 《야심만만 만명에게 물었습니다 시즌1》 - 225회
- MBC 《유재석 김원희의 놀러와》 - 171회
- KBS2 《윤도현의 러브레터》 - 273회
- EBS 《EBS 다큐프라임 - 한중일 궁중생활사》 - 내레이션
- KBS2 《상상더하기 시즌2》 - 188회
- KBS2 《상상더하기 시즌2》 - 215회
- KBS2 《해피투게더 시즌3》 - 84회
- tvN 《현장토크쇼 TAXI》 - 87회, 88회
- SBS 《SBS 스페셜 - 짜장면의 진실》 - 내레이션
- SBS 《신동엽의 300》 - 7회
- MBC 《일밤 - 남심여심》
- Mnet 《윤도현의 MUST - Musical Premiere》 - 53회
- tvN 《SNL코리아 시즌 4》 - 6회 호스트
- tvN 《현장토크쇼 TAXI》 - 321회
- KBS2 《해피투게더 시즌3》 왕가네 식구들 - 338회
- KBS2 《불후의 명곡: 전설을 노래하다》 - 143회
- SBS 《일요일이 좋다 - 런닝맨》 - 192, 193, 194회
- SBS 《SNS 원정대 일단 띄워》
- MBC 《황금어장 라디오스타》 - 402회 (오만석, 고창석, 정선아, 한선천)
- SBS 《SBS 스페셜 - 신년특집 중국, 富(부)의 비밀》 - 내레이션
- MBC 《황금어장 라디오스타》 - 460회 (오만석, 김승우, 이태성, 김정태)
- KBS 《다큐멘터리 3일 - 식탁 위의 대륙 - 중국 창사시 세계 최대 중식당》 - 내레이션
- KBS2 《우리동네 예체능》
- SBS 《박진영의 파티피플》 - 7회 (오만석, 유연석, 박해미)
- KBS2 《해피투게더 시즌3》 혜자캐스팅특집 (오만석, 유연석, 한채영, 진지희) - 515회
- tvN 《현장토크쇼 TAXI》 - 진행
- SBS 《정글의 법칙 in 멕시코》
- JTBC 《장르만 코미디》
- JTBC 《아는 형님》 - 236회
- 넷플릭스 《범인은 바로 너! 시즌3》 - 6회
- tvN 《투게더 리와인드》
- TV CHOSUN 《미스쓰리랑》 - 14회

## 기타

### MC 진행
- 제10회 전주국제영화제 폐막식 (2009)
- 제3회 ~ 제6회 더 뮤지컬 어워즈 (2009, 2010, 2011, 2012)
- 제7회 대구 국제뮤지컬페스티벌(DIMF) 어워즈 (2013)
- 제19회 한국뮤지컬대상 (2013)
- 제8회 대구 국제뮤지컬페스티벌(DIMF) 어워즈 1부 다큐멘터리 뮤지컬 쇼 (2014)
- 제51회 대종상 영화제 (2014)
- 서울뮤지컬 페스티벌 - 공동개막식 & 갈라콘서트 (2015)
- 제1회 충무로뮤지컬영화제(CHIMFF 2016) 개막식 (2016)
- 제2회 충무로뮤지컬영화제(CHIMFF 2017) 개막식 (2017)
- 제3회 충무로뮤지컬영화제(CHIMFF 2018) 개막식 (2018)
- 제4회 충무로뮤지컬영화제(CHIMFF 2019) 개막식 (2019)

### 광고
- 현대자동차 브릴리언트 메모리즈 캠페인 (2014)

### 홍보대사
- 더 뮤지컬 어워즈 홍보대사 (2007)
- 국제현대무용제 명예홍보대사 (2008)
- 서울지방경찰청 홍보대사 (2011)

### 콘서트 등 기타 공연
- 2005년 《헤드윅 앤 앵그리인치 더 콘서트》 (2005.7.2 올림픽공원 올림픽홀)
- 2007년 《존 카메론 미첼과 함께하는 헤드윅 콘서트》 (2007.5.27 ~ 2007.6.5 잠실실내체육관)
- 《[헤드윅 콘서트] 존 카메론 미첼 & 오만석》 (2008.6.14 올림픽공원 올림픽홀)
- 2011년 《일본 전국 11개 지역 한류 아티스트 공연》
- 2015년 《2015 서울뮤지컬페스티벌 - 공동개막식 & 갈라콘서트》 (2015.8.19 동대문디자인플라자(DDP))
- 2016년 《2016 DMZ 평화 콘서트》 (2016.8.14 임진각 평화누리공원 일대)
- 2017년 《2017 더 뮤지컬 페스티벌 인 갤럭시》 (2017.9.9 ~ 2017.9.10 난지 한강공원)

### 음반/DVD
- 2001/ 뮤지컬 록키호러쇼 OST - THE SWORD OF DAMOCLES
- 2002/ 뮤지컬 포비든 플래닛 OST - Great Balls of Fire, Young Ones/Born to Be Wild
- 2003/ 뮤지컬 그리스 OST - Those Magic Changes, Beauty School Dropout
- 2005/ 뮤지컬 헤드윅 OST - The Orgin Of Love, Wicked Little Town, Angry Inch
- 2006/ 뮤지컬 김종욱 찾기 OST - 종욱과 나라의 Love Theme, 한양서 김서방 찾기, 이젠 정말 만나야 할 때, 좋은 사람, 나라와 만석의 Love Theme
- 2008/ 뮤지컬 내 마음의 풍금 OST - 봄이다. 그치?, 커피향, 웃는 이유, 소풍, 때려쳐?!, 홍연이 안 왔어요, 나비의 꿈, 나의 사랑 수정, Springtime, 내 마음의 풍금(Springtime/나비 Reprise)
- 2009/ 뮤지컬 드림걸즈 OST - Steppin` To The Bad Side, You Are My Dream, Family
- 2011/ 뮤지컬 미녀는 괴로워 일본 OST - 별, 누가 나를 알까？
- 2012/ 드라마 난폭한 로맨스 OST - 어떻게 변해요
- 2012/ 뮤지컬 헤드윅 OST - Tear Me Down, The Orgin Of Love, Sugar Daddy, Angry Inch, Wig in a Box, Wicked Little Town, The Long Grift, Hedwig's Lament, Exquisite Corpse, Wicked Little Town (Reprise), Midnight Radio
- 2012/ 드라마 왓츠업 일본 OST - Springtime
- 2013/ 뮤지컬 레베카 OST - 놀라운 평범함, 하루 또 하루, 신이여, 칼날 같은 그 미소, 불타는 맨덜리
- 2013/ 뮤지컬 그날들 OST - 변해가네, 너에게, 그녀가 처음 울던 날, 기다려줘, 꽃 + 내 사람이여
- 2016/ 김광석 20주기 추모 디지털 싱글, 오만석 & 램즈 - 잊어야 한다는 마음으로

## 수상 및 후보
| 연도 | 시상식                              | 부문                                     | 작품                                              | 비고 |
| ---- | ----------------------------------- | ---------------------------------------- | ------------------------------------------------- | ---- |
| 2000 | 한국연극협회                        | 남자 신인연기자상                        | 이(爾)                                            | 수상 |
| 2004 | 제10회 한국뮤지컬대상               | 남우조연상                               | 그리스                                            | 후보 |
| 2005 | 제11회 한국뮤지컬대상               | 남우주연상                               | 헤드윅                                            | 수상 |
| 2005 | 제11회 한국뮤지컬대상               | 인기스타상                               | 헤드윅                                            | 수상 |
| 2006 | MBC 연기대상                        | 남자 신인연기상                          | 신돈                                              | 후보 |
| 2006 | KBS 연기대상                        | 남자 신인연기상                          | 포도밭 그 사나이                                  | 수상 |
| 2006 | KBS 연기대상                        | 남자 우수연기상                          | 포도밭 그 사나이                                  | 후보 |
| 2006 | KBS 연기대상                        | 베스트 커플상 (with 윤은혜)              | 포도밭 그 사나이                                  | 수상 |
| 2006 | KBS 연기대상                        | 남자 인기상                              | 포도밭 그 사나이                                  | 수상 |
| 2006 | 제12회 한국뮤지컬대상               | 인기스타상                               | 빈칸                                              | 수상 |
| 2007 | 제43회 백상예술대상                 | TV부문 남자 신인연기상                   | 포도밭 그 사나이                                  | 후보 |
| 2007 | 제2회 골든티켓어워즈                | 최고의 남자배우상                        | 빈칸                                              | 수상 |
| 2007 | 제1회 더 뮤지컬 어워즈              | 남자 인기상                              | 빈칸                                              | 수상 |
| 2007 | 제13회 한국뮤지컬대상               | 인기스타상                               | 빈칸                                              | 수상 |
| 2007 | 제13회 한국뮤지컬대상               | 남우주연상                               | 김종욱 찾기                                       | 후보 |
| 2007 | SBS 연기대상                        | 연속극부문 남자 연기상                   | 왕과 나                                           | 수상 |
| 2008 | 제45회 대종상                       | 신인남우상                               | 우리동네                                          | 후보 |
| 2008 | 제14회 한국뮤지컬대상               | 남우주연상                               | 내 마음의 풍금                                    | 후보 |
| 2009 | 제3회 더 뮤지컬 어워즈              | 남우주연상                               | 내 마음의 풍금                                    | 후보 |
| 2009 | KBS 연기대상                        | 일일극부문 남자 우수연기상               | 다 함께 차차차                                    | 수상 |
| 2010 | KBS 연기대상                        | 남자 단막극상                            | KBS 드라마 스페셜 - 남파 트레이너 김철수씨의 근황 | 후보 |
| 2013 | KBS 연기대상                        | 장편드라마부문 남자 우수연기상           | 왕가네 식구들                                     | 후보 |
| 2014 | 제8회 대구 국제뮤지컬페스티벌(DIMF) | 올해의 스타상                            | 그날들                                            | 수상 |
| 2019 | 월드스타 연예대상                   | 드라마부문 남자 최우수연기상             | 검법남녀 2                                        | 수상 |
| 2019 | MBC 연기대상                        | 월화·특별기획 드라마부문 남자 우수연기상 | 검법남녀 2                                        | 수상 |